# 薇姬·查默斯
薇姬·查默斯（英語：Vicki Chalmers，1989年11月16日—），英国女子冰壶运动员。她曾代表英国参加2014年和2018年冬季奥林匹克运动会冰壶比赛，其中2014年冬季奥运会获得一枚铜牌。